# Nina Szublati
Nina Szublati (Moszkva, 1995. január 31. –) grúz énekesnő, dalszerző. Ő képviselte Grúziát a 2015-ös Eurovíziós Dalfesztiválon, Ausztria fővárosában, Bécsben a Warrior című dalával.

## Zenei karrier
Nina Szublati 1995. január 31-én született Moszkvában, grúz szülők gyermekeként.
2013-ban megnyerte az Idol című énekes-tehetségkutató verseny grúz verzióját, a Szakartvelosz Varszkvlavi-t. Ebben az évben jelent meg debütáló szólóalbuma a Dare to Be Nina Sublatti, ami a legtöbbet eladott album lett Grúziában. 2014 decemberében a Grúz Közszolgálati Televízió bejelentette, hogy az énekesnő bekerült grúz eurovíziós dalválasztó műsorba a Warrior című dalával. A két hétig tartó szavazás során az énekesnő versenydala kapta a közönségtől a legtöbb szavazatot, így ő képviselheti Grúziát a 2015-ös Eurovíziós Dalfesztiválon, Bécsben. A dalfesztiválon először 2015. május 19-én lépett színpadra, majd a május 23-i döntőben is, ahol a tizenegyedik helyen végzett.

## Diszkográfia
- Dare to Be Nina Sublatti (2014)